# Cloquet
Cloquet is een plaats (city) in de Amerikaanse staat Minnesota, en valt bestuurlijk gezien onder Carlton County.

## Demografie
Bij de volkstelling in 2000 werd het aantal inwoners vastgesteld op 11.201. In 2006 is het aantal inwoners door het United States Census Bureau geschat op 11.479, een stijging van 278 (2,5%).

## Geografie
Volgens het United States Census Bureau beslaat de plaats een oppervlakte van 93,2 km², waarvan 91,3 km² land en 1,9 km² water. Cloquet ligt op ongeveer 321 m boven zeeniveau.

## Plaatsen in de nabije omgeving
De onderstaande figuur toont nabijgelegen plaatsen in een straal van 20 km rond Cloquet.

## Geboren in Cloquet
- Jessica Lange (1949), actrice